# Lasiurus xanthinus
Lasiurus xanthinus е вид бозайник от семейство Гладконоси прилепи (Vespertilionidae).

## Разпространение
Видът е разпространен в Мексико и САЩ (Аризона, Калифорния и Ню Мексико).